# ونگها
ونگها (به لاتین: Vangaha) یک منطقهٔ مسکونی در نپال است که در Mahottari District واقع شده‌است.

## خصوصیات
ونگها ۹٬۶۰۸ نفر جمعیت دارد.